# Centrale de Fort Saint-Vrain
La Centrale de Fort Saint-Vrain est une centrale électrique au gaz naturel située près de la ville de Platteville dans le nord du Colorado aux États-Unis. Elle a été une centrale nucléaire avant d'être convertie au gaz.

## Historique
La centrale au gaz actuelle a une capacité de 720 MWe, l'exploitant et propriétaire est Xcel Energy qui était auparavant la compagnie de service public du Colorado. Elle est exploitée sous cette forme depuis 1996.
Auparavant, cette centrale a été la première et la seule centrale nucléaire construite au Colorado. Elle a été exploitée de 1976 à 1989 avec un réacteur de capacité de 300 MWe. Ce réacteur était également le seul réacteur de puissance à haute température refroidi au gaz (HTGR) construit aux États-Unis. Le réfrigérant primaire était l'hélium qui ne peut devenir radioactif lorsqu'il est irradié par des neutrons et qui pouvait réchauffer l'eau à travers un générateur de vapeur.
Il existe aux États-Unis un autre réacteur à modérateur graphite et caloporteur hélium, Peach Bottom, qui était un réacteur expérimental.
Ce réacteur nucléaire n'a jamais fonctionné avec satisfaction, divers incidents se sont produits durant l'exploitation. Comme l'exploitation devenait trop couteuse il a été décidé de le fermer en 1989 et de le convertir en turbine au gaz naturel ce qui a été fait en 1996. Depuis deux autres turbines à gaz ont été construites en 2001.